# Lojas Disapel
Lojas Disapel foi uma rede varejista com sede na cidade de Curitiba, capital do estado do Paraná.

## História
Fundada em 1964 por Mário Turkiewicz, sua razão social era Distribuidora de Aparelhos Eletrodomésticos Ltda. e sua sede administrativa era no bairro curitibano da Cidade Industrial.
Sua primeira loja foi aberta em 25 de setembro de 1964 em um ponto comercial situado na Praça Santos Andrade, ao lado do prédio histórico da Universidade Federal do Paraná, centro de Curitiba. Nos anos de 1970 a rede consolidou-se no ramo varejista especializando-se em eletrodomésticos e no seu auge chegou a possuir 110 filiais espalhadas pelo Brasil, principalmente nos estados da região sul, tendo sua razão social alterada para Disapel Eletro Domésticos Ltda. A empresa Disapel ganhou o prêmio Top of Mind no Paraná em diversas oportunidades.
Paulo Turkiewicz, que foi considerado o empresário do ano de 1994 no Paraná, destaque de vendas da marca CCE, em 1993 e, em 1992, em Paris, foi reconhecido como um dos dez maiores revendedores Philips no mundo. Além disso, a empresa foi a maior revendedora da marca Monark e responsável pelo lançamento nacional da Sundown. Na década de 1990, a empresa era o maior grupo de varejo no Paraná, com faturamento que chegou a ultrapassar os US$ 500 milhões ao ano.
Em junho de 2000 a empresa teve a sua falência decretada e a sua estrutura, que contava então com 81 lojas, sendo 36 no Paraná, 20 em Santa Catarina e 25 no Rio Grande do Sul, foram arrematadas, através de leilão, pelo grupo Ponto Frio por R$ 12,1 milhões (em valores da época).